# 시미즈 히카루
시미즈 히카루(일본어: 清水 光, 1996년 7월 19일~)는 일본의 축구 선수이다.

## 구단 경력
그는 2019년 J3리그의 아술 클라로 누마즈에 입단했다. 2020년 일본 지역 리그의 FC 가리야로 이적했다. 2021년부터 2023년까지 도쿄 23 FC에서 뛰었다. 2024년 도호 티타늄로 이적했다.